# Villiers-aux-Corneilles
Villiers-aux-Corneilles – miejscowość i gmina we Francji, w regionie Grand Est, w departamencie Marna.
Według danych na rok 1990 gminę zamieszkiwało 79 osób, a gęstość zaludnienia wynosiła 13 osób/km².